# フアン・ホセ・デ・アウストリア
フアン・ホセ・デ・アウストリア（Juan José de Austria, 1629年4月7日 - 1679年9月17日）は、スペインの貴族・軍人。スペイン王フェリペ4世の庶子。同じくスペイン王家の庶子で同名のドン・フアン・デ・アウストリアと比較されることの多い人物である。

## 生涯
フェリペ4世と女優のマリア・カルデロンの間に誕生した。フェリペ4世は数多くの私生児の中で、フアン・ホセを唯一王子と認め宮廷に迎え入れたが、王位継承権を与えることはなかった。
1647年から1648年にナポリで発生したマサニエロの蜂起を鎮定、1651年までシチリア総督を務め、1651年からは2年がかりでカタルーニャの収穫人戦争の鎮圧に成功した。鎮圧に際してフアン・ホセは武力弾圧ではなく講和を優先し、カタルーニャ地方の臣民の支持を得た。その功績もあり、1652年から1659年にはネーデルラント最高司令官に任命されたが、スペインはオランダ共和国、フランスとの二正面戦を強いられ、元フランスの将軍でスペインに身を寄せていたコンデ公ルイ2世を加えてテュレンヌ率いるフランス軍と戦ったがネーデルラントの都市を次々と奪われ、1658年6月14日にフランス・スペイン戦争におけるダンケルク近郊の砂丘の戦いでフランス軍相手に手痛い敗北を喫してしまった。1669年以降はアラゴン総督と要職を歴任した。
フアン・ホセは継母であるマリアナ・デ・アウストリアとは政治的に対立関係にあった。マリアナは夫フェリペ4世が庶子フアン・ホセを王子として遇していること、自分が正嫡を得るための王妃としてしか存在価値を認められていないことに苦悩し、フアン・ホセを「我が愛する息子」と呼ぶことを拒絶した。
1661年に始まったポルトガルとの交戦（ポルトガル王政復古戦争）にフアン・ホセは司令官として臨んだが、スペイン軍はイギリスやフランスの支援を得たポルトガルに苦戦し、1663年6月8日にエストレモスの戦いで敗北を喫するとフアン・ホセは最高司令官から解任され、領地のコンスエグラに戻った。
1665年6月17日のモンテス・クラロスの戦いでスペインの敗北が決定的となると、フェリペ4世から庶子フアン・ホセへの譲位を求める臣民の声が高まった。フアン・ホセは勢いづき、王位継承権の獲得のために異母妹マルガリータ・テレサとの結婚をフェリペ4世に申し出たが、近親婚への嫌悪と政治的な理由により父からマドリード宮廷への出入りを禁止され、臨終時の対面も拒否された。
1665年9月17日にフェリペ4世が亡くなると、遺言によりフアン・ホセは相応の地位を保証されはしたものの、マリアナにより異母弟カルロス2世から遠ざけられた。マリアナは輿入れの際にオーストリアから随行した司祭ナイトハルト伯爵ヨハン・エベールハルト（Johann Eberhard Graf Neidhardt）を重用し、スペイン国籍と大審問官の地位を与えた。政治的手腕を持たないナイトハルトの関与により枢密院の閣議は迷走し、ほどなくしてナイトハルトの手に余るようになった。ナイトハルトはマリアナに事態の収拾のためにフアン・ホセを呼び戻すよう要請し、マリアナは渋々それに従った。1667年6月にフアン・ホセが枢密院の主導権を握るとナイトハルトは孤立を深め、退任寸前まで追い込まれた。マリアナはナイトハルトの窮状を救うため、政情不安なネーデルラントへの派兵を企図し、フアン・ホセを司令官に任じて枢密院から遠ざけようとした。
1668年6月ナイトハルト暗殺の謀略が露見し、フアン・ホセの同志であったホセ・マラーダが首謀者として惨殺されると、フアン・ホセは内政の混乱を憂い、ネーデルラントへの出帆を拒否した。マリアナは彼の任を解き、コンスエグラに拘禁した。同年10月に、フアン・ホセの支持者を首謀者とするナイトハルト誘拐の企てが発覚すると、フアン・ホセはバルセロナへの逃亡を余儀なくされた。外国人であるナイトハルトの重用は臣民の反感を招き、マリアナの宮廷追放、ナイトハルトの国外追放、フアン・ホセの即位を望む世論が高まった。それを受けて1669年、フアン・ホセはマドリードに帰還し、ナイトハルトの国外追放を求めたが、王位の継承は辞退した。マリアナはフアン・ホセをアラゴン総督に任じ、フアン・ホセは従順に命に従ってサラゴサに赴任した。
ナイトハルトが国外に追放されると、マリアナの庇護の下、フェルナンド・デ・バレンスエラが権力を握った。バレンスエラの無軌道な振舞いが国政の混乱を招き、腐敗政治がスペイン全土にはびこる要因となった。1675年11月、親政を望んだカルロス2世はフアン・ホセの助力を得ようと試み、王宮にフアン・ホセを招いた。フアン・ホセの王宮入りは民衆の熱烈な歓迎を受けたが、枢密院の決議によりカルロス2世の親政は2年先送りされ、フアン・ホセはサラゴサへ帰還するよう求められた。その後、この企てに参画した者にはバレンスエラによって徹底的な報復が加えられた。
1676年12月、親政の開始と王母マリアナの干渉の排除、バレンスエラの身柄の拘束、フアン・ホセを王の助言者とすることを謳った声明書が発布された。1677年1月、カルロス2世が王宮を出てフアン・ホセの居るブエン・レティーロ宮殿に入ると、バレンスエラの失脚は確実なものとなった。マリアナはトレドへ逃亡し、バレンスエラは逮捕され国外に追放された。この無血革命の後、フアン・ホセはカルロス2世の教育に腐心し、1679年9月17日に胆嚢炎でこの世を去るまでの間、王を支え続けた。
フアン・ホセの死後、マリアナは再び宮廷に返り咲くこととなる。